# Ponięcice
Ponięcice (deutsch Ponientzütz, vormals auch Ponientschü(t)z) ist ein Ort in der Landgemeinde Rudnik im Powiat Raciborski  der Woiwodschaft Schlesien in Polen.

## Geografie

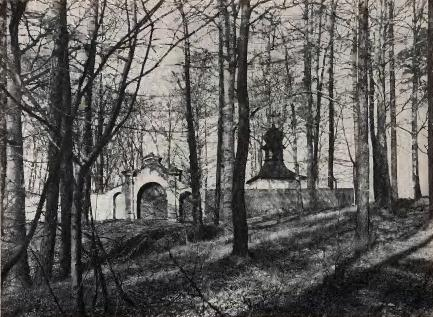
Friedhof vor 1935

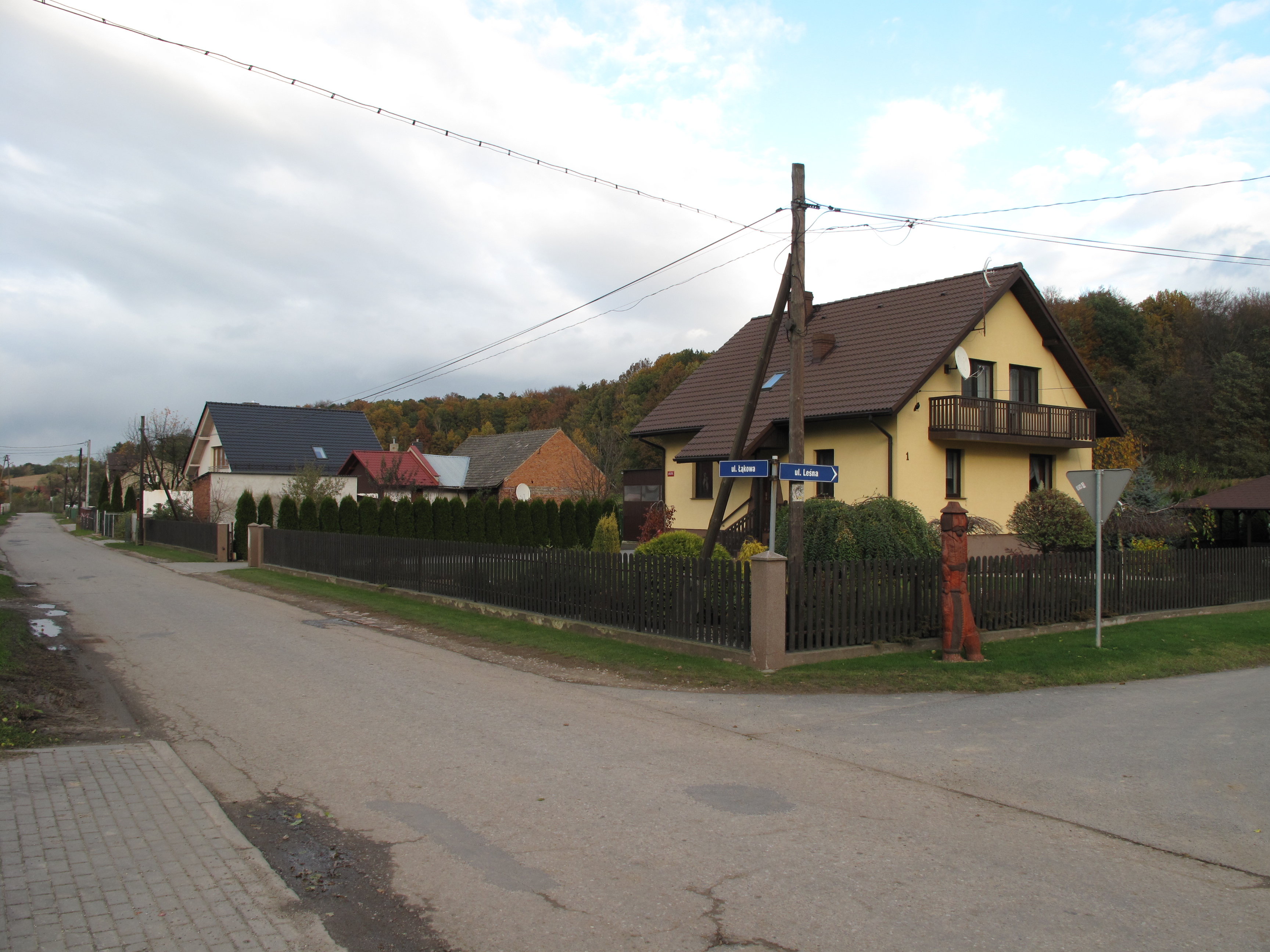
Ortsbild

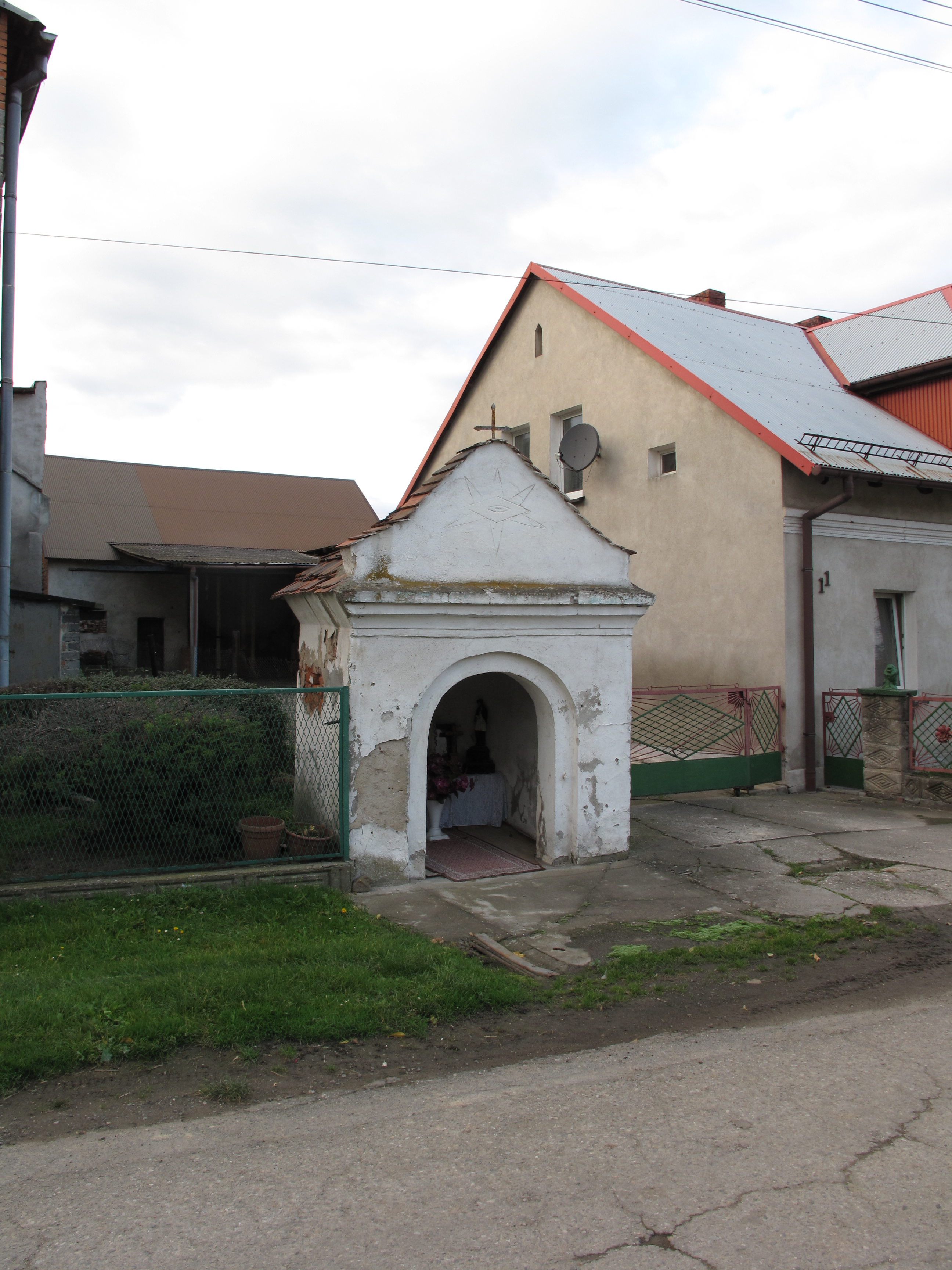
Wegekapelle

Ponięcice liegt sechs Kilometer nördlich von Rudnik, zwölf Kilometer nordwestlich von Racibórz (Ratibor) und 61 Kilometer westlich von Katowice (Kattowitz).

## Geschichte
Der Ort entstand spätestens im 13. Jahrhundert. 1295–1305 wurde er im Zehntregister Liber fundationis episcopatus Vratislaviensis erstmals urkundlich als „Poneticz“ erwähnt.
Poniecice war im Mittelalter Besitz eines gleichnamigen Ortsadels, der erstmals am 9. Juni 1341 mit Gotthard von Ponientzitz als Urkundenzeuge in Ratibor erwähnt wird. Auf vorgenannter Urkunde des Dominikanerinnenklosters Ratibor ist das Wappensiegel derer von Poniticz angebracht: Im Wappenschild über einem waagerechten Balken ein sechszackiger Stern.
Am 30. November 1407 trat Wirtzbanta von Ponetitz als Zeuge und Landmann des Troppau-Ratiborer Herzogs Johann II. in einem umfangreichen Erbvertrag auf.
Die letzte Erbherrin, Offka (Sophie) von Ponientzietz, übergab anlässlich ihrer Heirat Dorf und Gut Pon(i)etiz am Freitag nach dem Dreikönigstag 1439 an ihren Ehemann Nikolaus Holly. Das Geschlecht nannte sich nach dieser Zeit „Holly von Ponientzietz“. Poniecice blieb bis in das 16. Jahrhundert Stammsitz der Holly von Ponientzietz.
1784 wurde „Ponienzi(t)z“ in den Beyträge(n) zur Beschreibung von Schlesien erwähnt, gehörte einem Herrn von Marwitz und lag im Fürstentum Ratibor. Damals wurden verzeichnet: 176 Einwohner, zwei Vorwerke, ein herrschaftliches Wohnhaus, fünf Bauern, 25 Gärtner und ein Häusler. 1865 bestand Ponientzütz aus einem Rittergut und einer Landgemeinde. Das Rittergut gehörte den Herren von Marwitz und gelangte durch Heirat in den Besitz derer von Selchow. Der Ort hatte zu diesem Zeitpunkt sechs Halbbauern, 20 Gärtner und 20 Häuslerstellen sowie eine 1860 erbaute Schule. Die Kirche befand sich in Grzendzin.
Bei der Volksabstimmung in Oberschlesien am 20. März 1921 stimmten vor Ort 138 Wahlberechtigte für einen Verbleib Oberschlesiens bei Deutschland und 32 für eine Zugehörigkeit zu Polen. Auf Gut Ponientzütz stimmten 83 für Deutschland und zwei für Polen. Ponientzütz verblieb nach der Teilung Oberschlesiens beim Deutschen Reich. 1936 wurde der Ort im Zuge einer Welle von Ortsumbenennungen der NS-Zeit in Rittersdorf umbenannt. Bis 1945 befand sich der Ort im Landkreis Ratibor.
Als Folge des Zweiten Weltkriegs fiel Ponientzütz 1945 mit dem größten Teil Schlesiens an Polen. Nachfolgend wurde es in Ponięcice umbenannt und der Woiwodschaft Schlesien angeschlossen. Die deutsche Bevölkerung wurde, soweit sie nicht vorher geflohen war, weitgehend vertrieben. Die neu angesiedelten Bewohner waren teilweise Zwangsumgesiedelte aus Ostpolen, das an die Sowjetunion gefallen war.
1950 wurde Ponięcice der Woiwodschaft Opole (Oppeln) eingegliedert und 1975 der Woiwodschaft Katowice. Seit 1999 gehört es zum Powiat Raciborski in der Woiwodschaft Schlesien.

## Bauwerke
- Römisch-katholische Kirche mit dem Patrozinium des hl. Hyazinth
- Wegekapelle mit verputzter Fassade. Zur Innenausstattung gehört eine barocke Figur des böhmischen Landesheiligen Johannes von Nepomuk.
- Friedhof im ruinösen Zustand mit Resten der vormaligen Friedhofskapelle.